# José Fontaner y Martell
José Fontaner y Martell fue un poeta español del siglo XVII, nacido en Tarragona.
Parece que se halló en el sitio de Barcelona (1652) y tuvo que refugiarse en Francia por haber tomado parte muy activa en los disturbios que agitaron a Cataluña en aquella época.

## Obra
Se le supone autor de la Tragicomedia pastoral de amor, firmesa y porfía y de varios versos; todo ello escrito en idioma catalán. También se le atribuye el poema Lo temple de la gloria. Todas estas producciones son de relevante mérito, por lo que este poeta puede figurar entre los mejores del siglo XVII.
- El contenido de este artículo incorpora material del tomo 24 de la Enciclopedia Universal Ilustrada Europeo-Americana (Espasa), cuya publicación fue anterior a 1945, por lo que se encuentra en el dominio público.

- Datos: Q5939737